# 우크라이나에서 온 편지
우크라이나에서 온 편지(Everything Is Illuminated)는 미국에서 제작된 리브 쉐레이버 감독의 2005년 코미디, 드라마 영화이다. 일라이저 우드 등이 주연으로 출연하였고 피터 사라프 등이 제작에 참여하였다.

## 출연

### 주연
- 일라이저 우드

### 조연
- 유진 허츠
- 보리스 레스킨
- 래리사 로렛

## 제작진
- 원작자: 조너선 사프란 포어
- Co-PD: 톰 카르노브스키
- Co-PD: 데이비드 민코브스키
- 미술: 마크 게러티
- 의상: 마이클 클런시
- 배역: 에이비 코프먼